# Opel Monterey
De Opel Monterey is een terreinwagen van het merk Opel. Omdat de Isuzu Trooper niet in Europa werd verkocht is hij in Europa onder de merknaam Opel verkocht.
De Opel Frontera, het minder luxe broertje van de Monterey, die in dezelfde tijd werd geproduceerd, was veel populairder dan de Monterey. Er was een driedeurs RS uitvoering en een langere vijfdeurs LTD uitvoering.

## Motoren
De Opel Monterey is leverbaar geweest met de volgende motoren:
Benzine
| Type   | Motor     | Motor     | Motor   | Vermogen | Koppel | Jaartal     |
| Type   | Inhoud    | Cilinders | Kleppen | Vermogen | Koppel | Jaartal     |
| ------ | --------- | --------- | ------- | -------- | ------ | ----------- |
| 3.2 V6 | 3.165 cm³ | V6        | 24v     | 177 pk   | 260 Nm | 1992 - 1998 |
| 3.5 V6 | 3.494 cm³ | V6        | 24v     | 215 pk   | 310 Nm | 1998 - 1999 |

Diesel
| Type   | Motor     | Motor     | Motor   | Vermogen | Koppel | Jaartal     |
| Type   | Inhoud    | Cilinders | Kleppen | Vermogen | Koppel | Jaartal     |
| ------ | --------- | --------- | ------- | -------- | ------ | ----------- |
| 3.1 TD | 3.059 cm³ | 4-in-lijn | 8v      | 114 pk   | 260 Nm | 1992 - 1998 |
| 3.0 TD | 2.999 cm³ | 4-in-lijn | 8v      | 159 pk   | 333 Nm | 1998 - 1999 |